# 幾何学

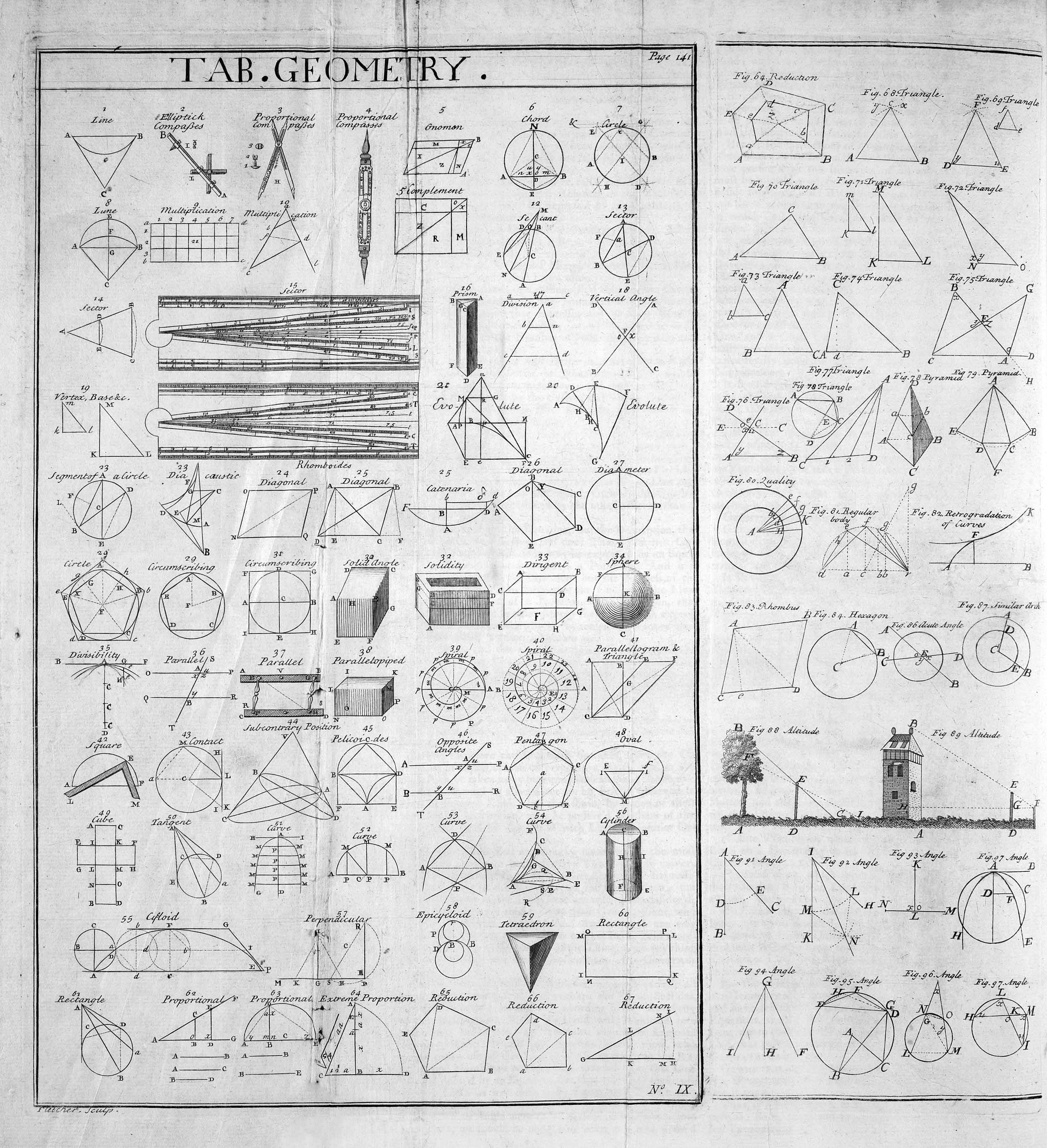
18世紀の百科事典の幾何学図形の表。

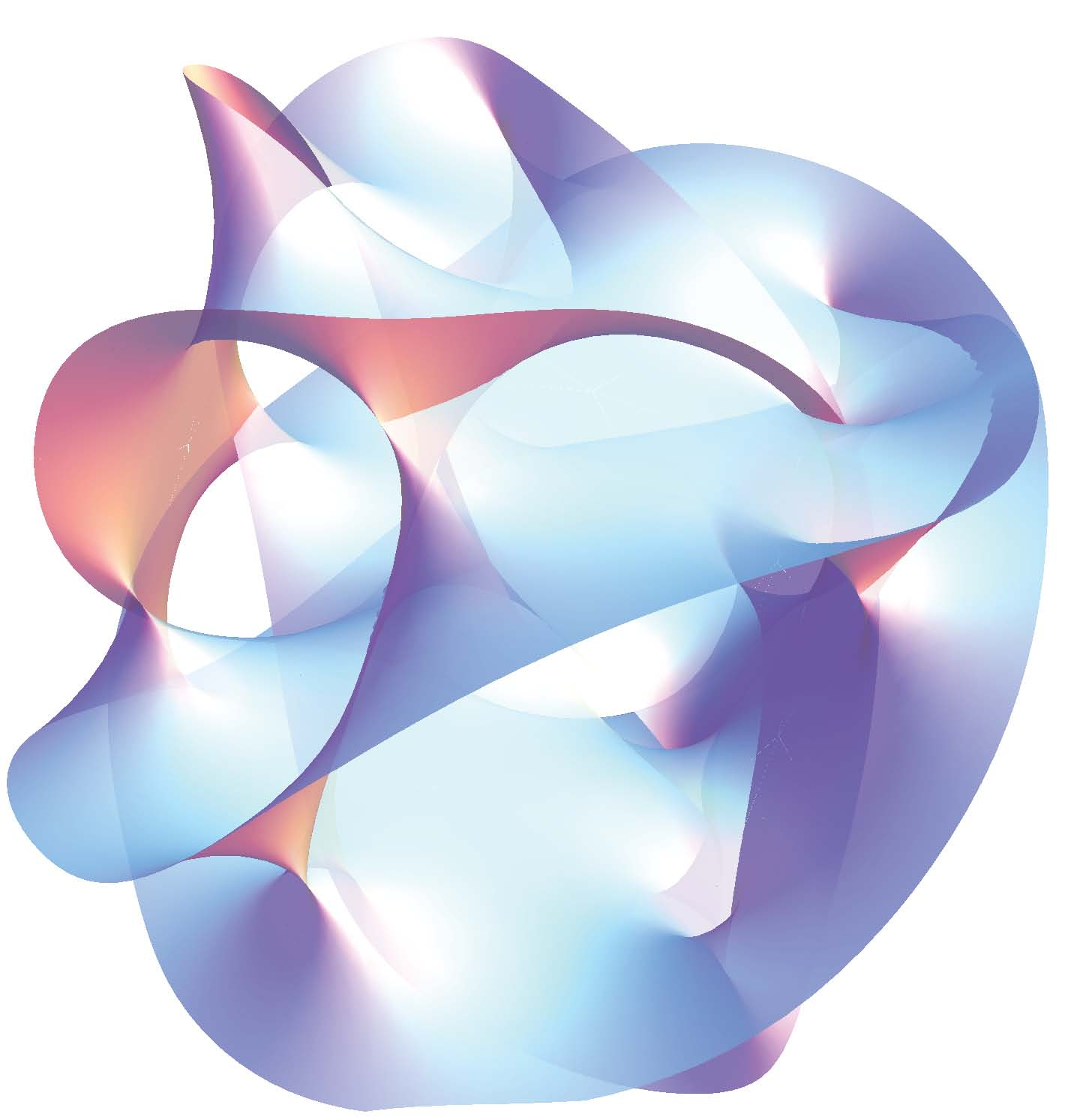
最先端の物理学でも用いられるカラビ-ヤウ多様体の一種。現代幾何学では図も描けないような抽象的な分野も存在する。

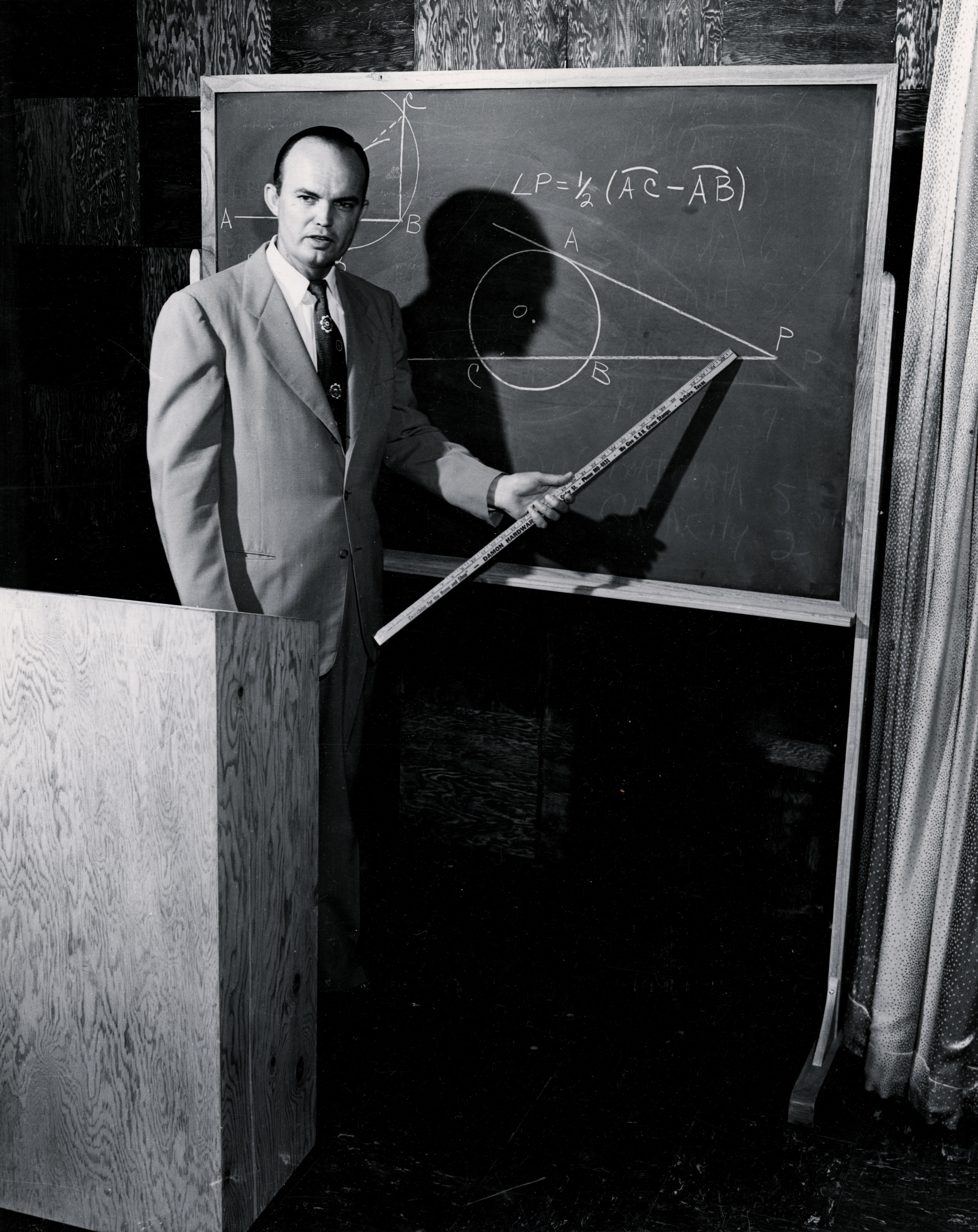
20世紀における初等幾何学の授業風景。

幾何学（きかがく、英語: Geometry、ジオメトリー、古代ギリシア語: γεωμετρία、ゲオメトリア）は、図形や空間の性質について研究する数学の分野である。
もともと測量の必要上からエジプトで生まれたものだが、人間に認識できる図形に関する様々な性質を研究する数学の分野としてとくに古代ギリシアにて独自に発達し、これらのおもな成果は紀元前300年ごろエウクレイデスによって『ユークリッド原論』にまとめられた。その後中世以降のヨーロッパでユークリッド幾何学を発端とする様々な幾何学が登場した。
単に幾何学と言うと、ユークリッド幾何学のような具体的な平面や空間の図形を扱う幾何学をさすことが多く、一般にも馴染みが深いが、対象や方法、公理系などが異なる多くの種類の幾何学が存在し、現代においては微分幾何学や代数幾何学、位相幾何学などの高度に抽象的な理論に発達・分化している。

## 語源
クリストファー・クラヴィウスの門下生のイエズス会マテオ・リッチと中国明の徐光啓は、1607年に、クラヴィウスによる注釈付きのユークリッドの『原論』 (“Euclidis elementorum libri XV”) の前半6巻を『幾何原本』に翻訳した。
また1680年頃にジョアシャン・ブーヴェとジャン＝フランソワ・ジェルビヨンはIgnace-Gaston Pardiesの”Elements de geometrie”を同様の名前の『幾何原本』に翻訳した。一般に「幾何学」という語は、マテオ・リッチによる geometria の中国語訳であるとされるが、本文中では「幾何」は「量」という意味で使われている。また以前は geometria の冒頭の geo- を音訳したものであるという説が広く流布していたが、近年の研究により否定されている。「幾何」という漢字表記そのものは「幾らであるか」といった程度の意味であり九章算術や孫子算経には多くこの表現が見られる。訳語としての「幾何」は元はアリストテレス哲学にでてくる10の範疇うちの一つ「量」の訳語であり、「幾何学」についてはmathemathicaの訳語であった。このことはジュリオ・アレーニの『西学凡』の中で明文化されて説明されている。この語がgeometryにのみ関連付けられる習慣が定着したのは19世紀半ば以降であると思われる。

## 歴史
以下では様々な幾何学の発展とその概要を、歴史にのっとって時系列順に述べることとする。

### 起源
幾何学（ジオメトリー）の語源は「土地測量」であり、起源は古代エジプトにまで遡ることができる。
古代ギリシャの歴史家ヘロドトスの記録では、エジプトでは毎年春になるとナイル川が氾濫し、エジプトの砂漠に農耕を可能にする河土を運んでくるが、去年の畑の境界線はすべて流れてしまう。そのため、印をつけた縄でまっ平らになった土地を元どおり区割りする「縄張り師」と呼ばれた測量専門家集団が現れ、土地測量術が発達した。現在、ピタゴラスの定理として知られている数学定理が、古代エジプトではすでに5000年前に経験則として知られ、縄張り師たちは3:4:5の比率で印をつけた縄を張って、畑の角の直角を取ったという。

直角二等辺三角形におけるピタゴラスの定理の適用。である。
古代から世界各地で知られていたピタゴラスの定理の証明の一種。下と右の正方形の面積の和は左の正方形の面積に等しい。
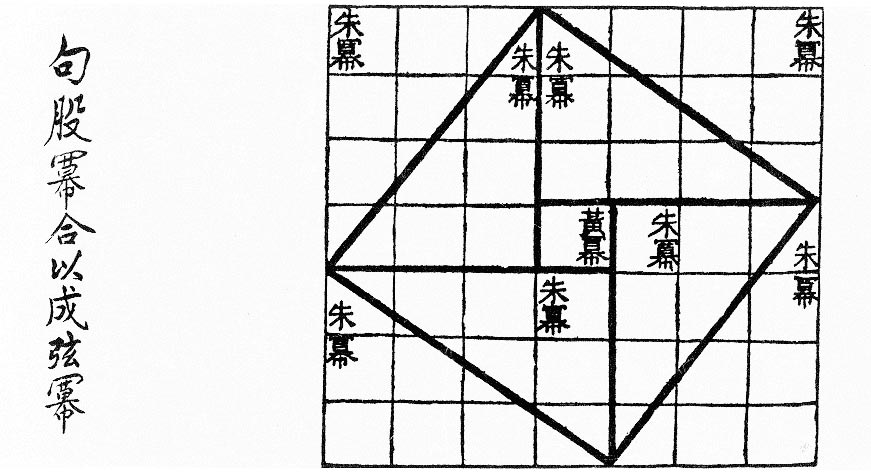
古代中国におけるピタゴラスの定理の証明。
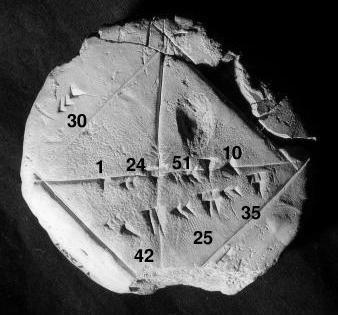
古代バビロニアにおけるピタゴラスの定理。

| - 直角二等辺三角形におけるピタゴラスの定理の適用。{\displaystyle {\sqrt {1^{2}+1^{2}}}={\sqrt {2}}}である。 - 古代から世界各地で知られていたピタゴラスの定理の証明の一種。下と右の正方形の面積の和は左の正方形の面積に等しい。 - 古代中国におけるピタゴラスの定理の証明。 - 古代バビロニアにおけるピタゴラスの定理。 |

### 古代ギリシャの幾何学
幾何学が大きな進歩を遂げた最初は、他の数学の分野と同じように古代ギリシアにおいてであった。

#### 初期のギリシャ幾何学
人物としては、タレス、ピタゴラスなどが有名である。タレスは三角形の合同を間接測量に応用し、ピタゴラスらはこれらを証明により厳密に基礎づけた。彼らはそこで多くの定理を発見し、幅広くそして深く図形を研究したが、特に注記すべきなのは、彼らが証明という全く新しい手法を発見したことである。

#### 数学的意味での証明の誕生と原論の成立

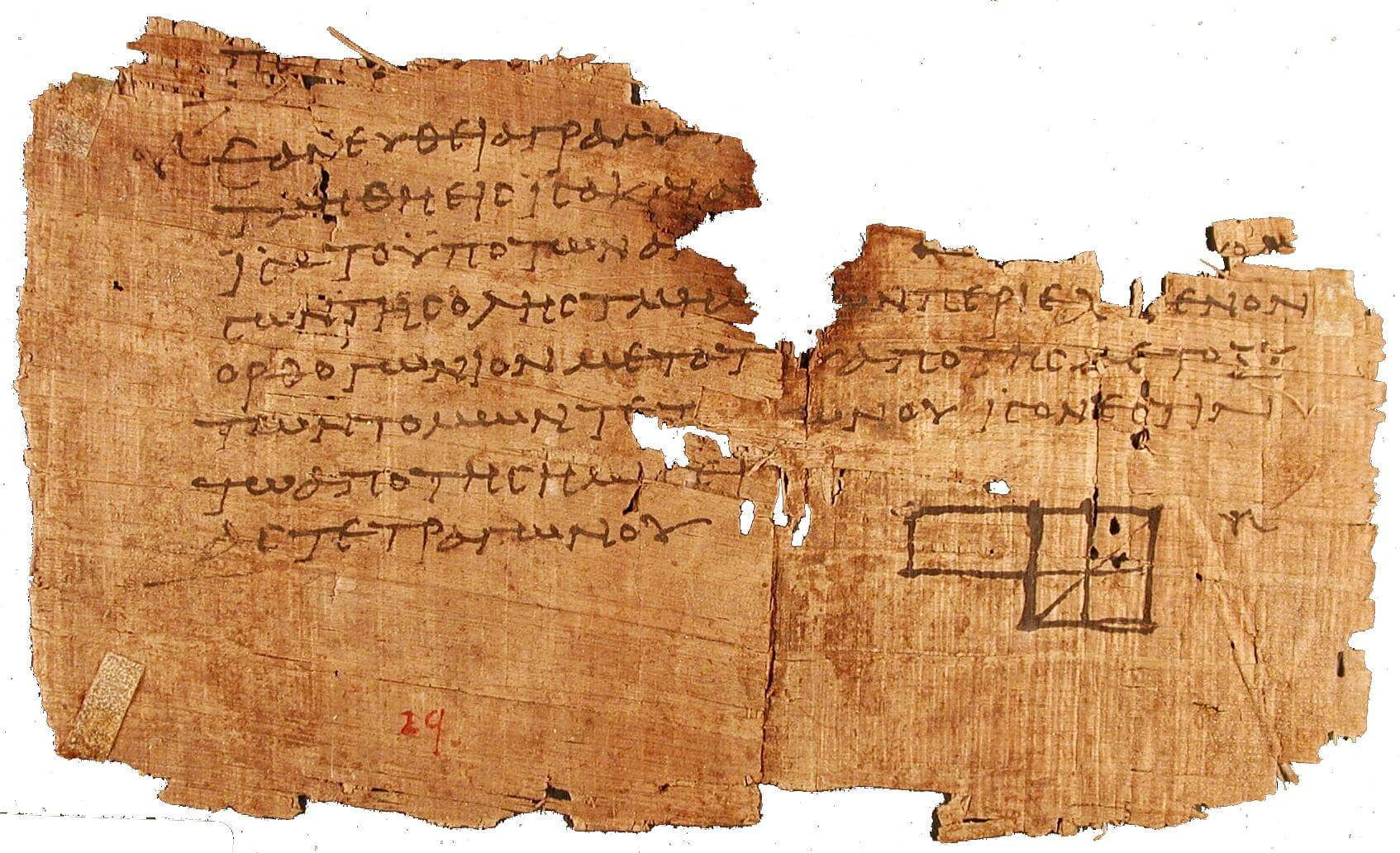
パピルスに記録されたユークリッド原論の断片。
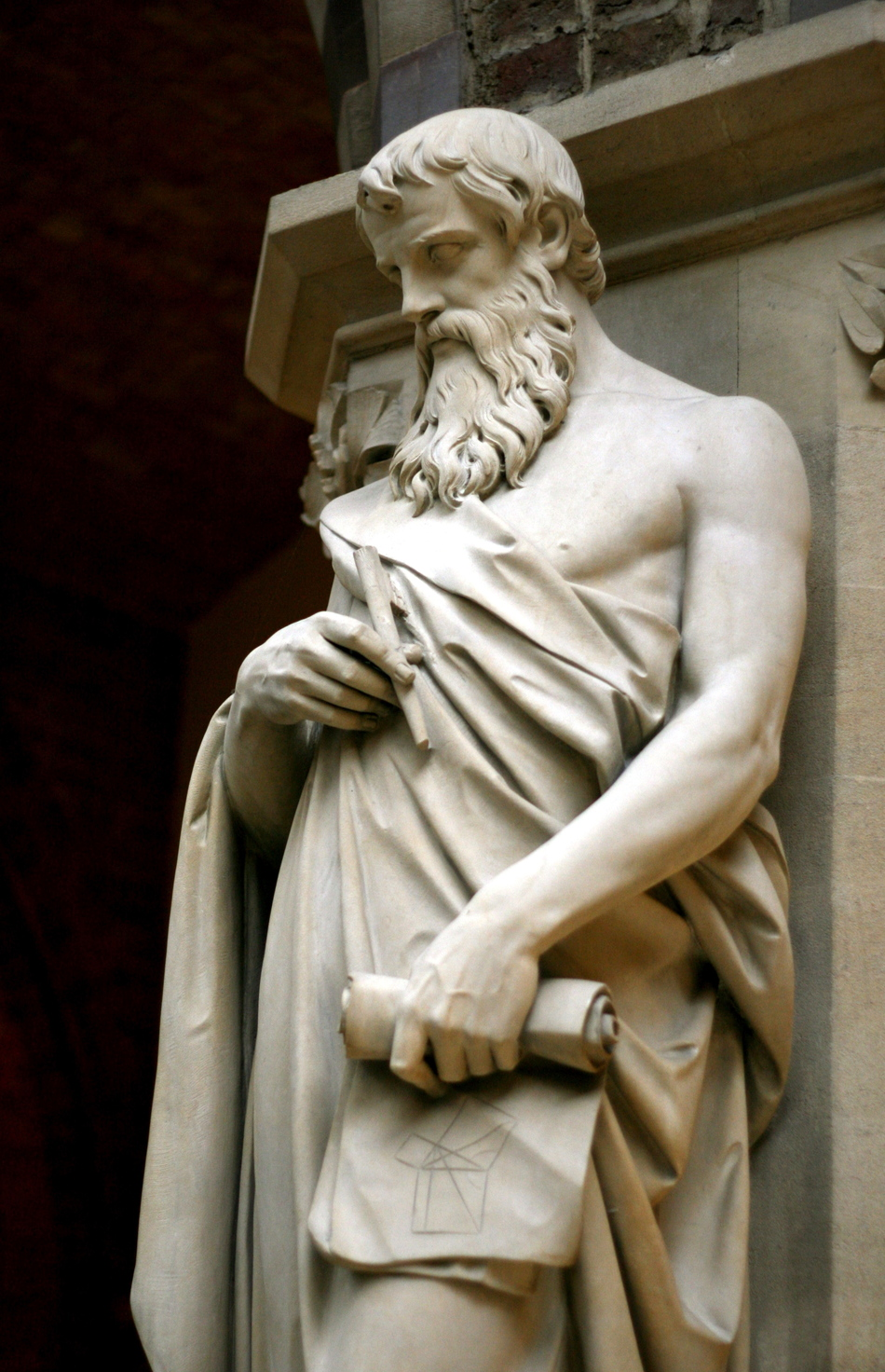
原論の著者とされるユークリッド。

とくにピタゴラスは後のギリシャ数学者達に影響を与え、ユークリッドもその一人であった。自明な少数の原理（公理など）から厳密に演繹を積み重ねて当たり前とは思えない事柄を示していくやり方は、ユークリッドの手により『原論』において完成され、後の数学の手本となった。ユークリッドの手により証明をもとに体系化されたギリシャ数学は、曖昧さが残るエジプトやバビロニアのものより圧倒的に優位であったといえる。
曖昧な経験の集積ではなく、それらを体系化された理論にまとめあげ少数の事実から全てを演繹するという手法は長らく精密科学の雛型とされ、後世ではニュートンの古典力学なども同様の手法で論じられている。このような手法は古代ギリシャにのみ誕生したが、それは何故かという問題は科学史の重大な問題である。
ユークリッド原論はB.C.300年ごろに出版され、全13巻からなり、幾何学以外にも量や数論なども記述があるが、これらも幾何学的に取り扱われた。また原論は幾何学のバイブルとしてその後2000年以上にも渡って愛読され続けた。

#### 後期のギリシャ幾何学

正五角形の古典的作図法。ユークリッド幾何学では定規は直線を引くためだけに用い、コンパスは紙から離したらすぐに閉じねばならない（何かの長さをコンパスでとり他の何かの長さと比較するなどして他の何かの長さを推察できない）という厳格なルールがある[13]。
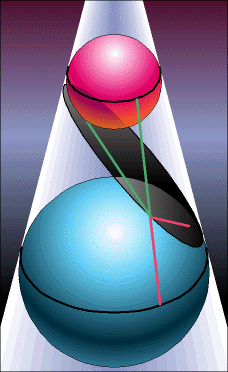
円錐曲線論（ダンドラン球面）に関する図。

その後前三世紀ごろにペルガのアポロニウスによって円錐曲線論（コニカ）がまとめられ、天文学の発達により前一、二世紀ごろに三角法も誕生した。パップスは300年ごろに幾何学を中心とする古代ギリシャの数学の成果を「数学集成 (Synagoge)」にまとめあげた。
とくにアポロニウスは初歩的な座標の概念をも導入し、二点からの距離の和・差・積・商が一定である曲線の集合を研究した。彼の円錐曲線の理論は、カッシーニの卵形線は17世紀に入ってから開拓されたものの他の分野のほぼ全てはアポロニウスの手によって研究された。

### ヨーロッパにおける幾何学
ヨーロッパでは長く、「幾何学的精神」という言葉が厳密さを重んじる数学の王道ともいうべきあり方とされた。「幾何学的精神」という用語はパスカルによって導入された哲学用語であり、ユークリッド幾何学に見られるように、少数の公理形から全てを演繹するような合理的精神をさし、逆に全体から個々の原理を一挙に把握するという意味の「繊細の精神」の対義語として与えられた。
また、エジプト王プトレマイオスが幾何学を学ぶのに簡単にすます道が無いかという問いに対しユークリッドはそんな方法はなく、「幾何学に王道無し」と言ったことからより一般に「学問に王道なし」との言葉も生まれた。ここで王道とは王のみが通れる近道の意である。

### 中世ヨーロッパのユークリッド幾何学

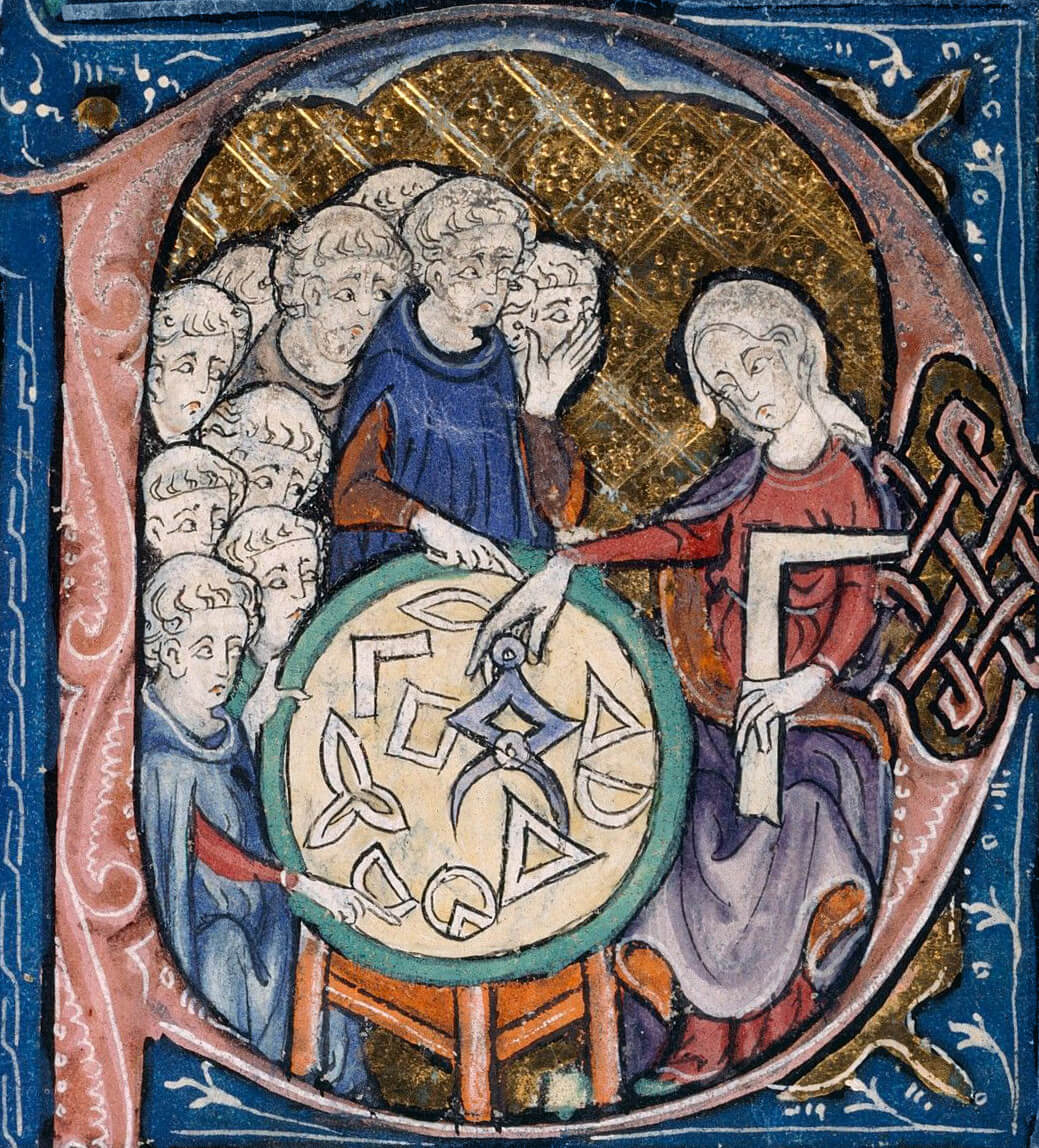
中世ヨーロッパでユークリッド幾何学が教えられている様子。

ヨーロッパにおいては19世紀初等までは、幾何学といえばユークリッド原論から発達した三次元以下の図形に関する数学をさしていた。ヨーロッパではルネッサンス以降はジェラルモ・カルダーノやルドヴィゴ・フェラーリに見られるように代数学が盛んであり、17世紀以降はニュートンやライプニッツらによって開かれた解析学も急激に発達したため、幾何学はこれらの分野とよく対比されることとなった。しかしルネサンス期においてはこれらに比べ幾何学の成果は乏しく、当時の目立った成果を上げれば15世紀に透視図の考えを応用し射影幾何学の元となる概念が登場したり、古代ギリシャでは砂に図を書いていたためか運動はタブーであったが、14世紀ごろより図形を直接動かしてその変化考察するという後に解析学へと繋がる考え方も登場したなどが上げられる。

### 解析幾何学誕生

デカルトによって導入された座標平面。点と数の組が対応していることがわかる。
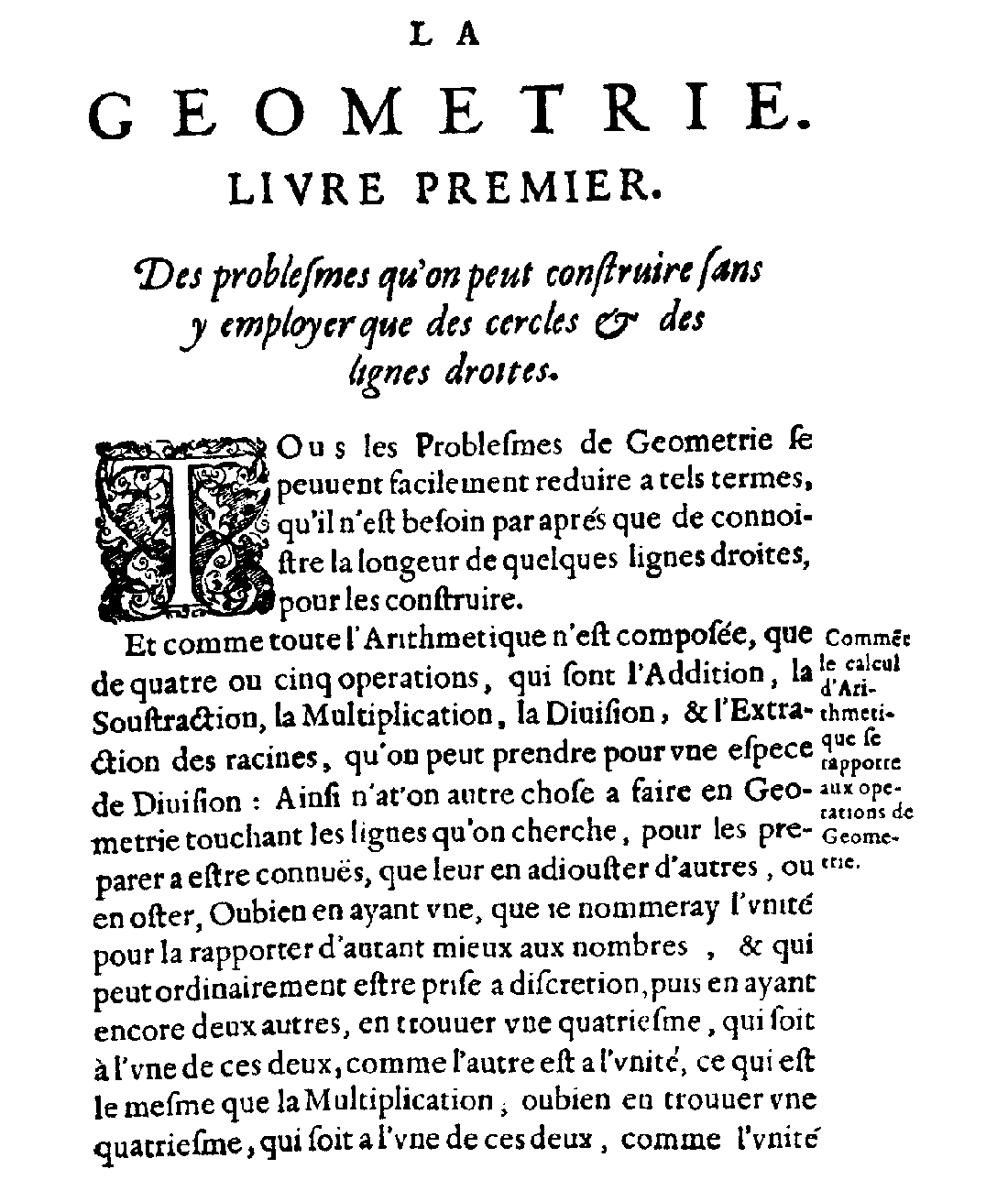
デカルトの幾何学に関する著作のページ。

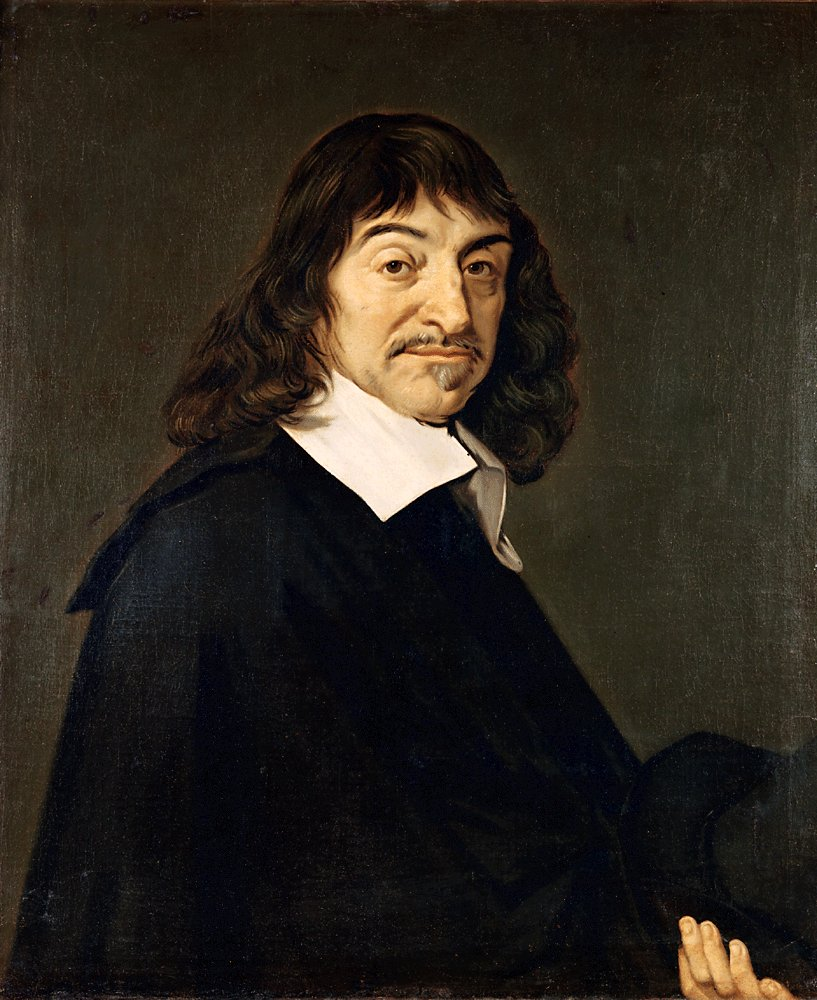
デカルト : 解析幾何学の礎となる直交座標の概念を導入。
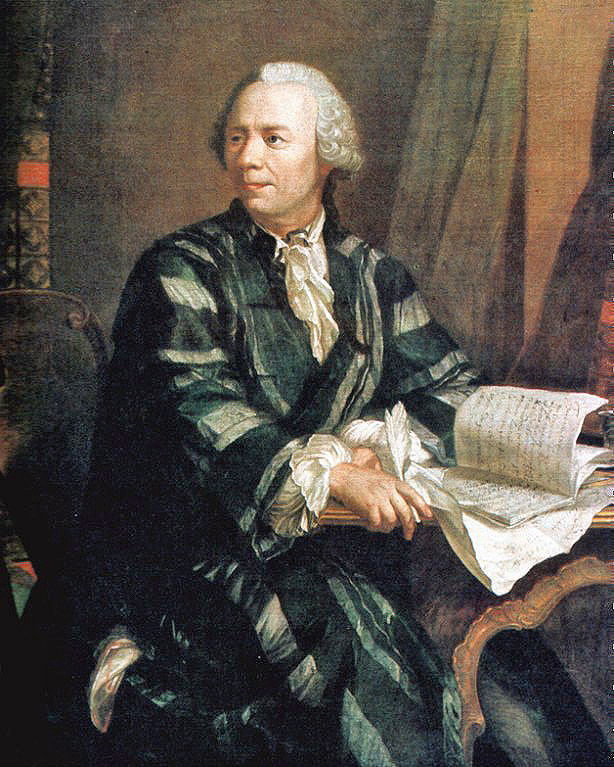
オイラー : 解析幾何学を発展させるにとどまらず、業績は当時の数学とその関連分野全般に渡る。

ユークリッド原論にも見られるように、数は図形として対応させて考えることもできる。ルネ・デカルトはこの考えを拡張して直交座標系を導入し、解析幾何学を導入した。解析幾何学は平面や空間に座標を定めて数と図形との関係を与え、逆に数を幾何学的に扱うことをも可能とした。それまでは幾何学的証明に限られた幾何学の問題を代数的に解くことも可能となったのである。座標の概念はピエール・ド・フェルマーも研究していたが、欧米ではgéométrie cartésienne（デカルト幾何学、cartésienneは「デカルトの」の意）と呼ばれるようにデカルトの影響が極めて強い。
例えば直交座標平面上の任意の点の原点からの距離はピタゴラスの定理によって与えられるが、これは解析幾何学においては公理である。
解析幾何学はデカルトの哲学体系では数と図形の統一を目指したものであるが、アポロニウスの残した未解決問題、例えば三定点からの和が一定の曲線の研究なども目的とされていた。現代においてはコンピュータの画面表示などにも座標の概念が応用されている。また、幾何学の問題は現代では線型代数学すら応用されて解かれることも多い。
解析幾何学の方法はヨーロッパ数学において同時期に発達した代数学や解析学においても盛んに用いられ、とくに17世紀解析学の発達は解析幾何学抜きには語れないであろう。18世紀にはレオンハルト・オイラーによって解析幾何学は急激に発達させられその成果がまとめられた。オイラーの手によってアポロニウスによる古典的円錐曲線論は二次曲線や二次曲面論として解析幾何的手法を用いて代数的に書き換えられることとなった。

### トポロジー・グラフ理論の起源

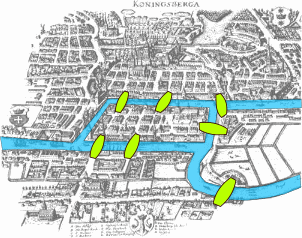
当時のケーニヒスベルクの橋の配置

またオイラーは当時のケーニヒスベルクの橋を、一度渡った橋は二度と渡らないで、全ての橋を一度だけ渡ることは可能であるか？という問題より、今日の位相幾何学やグラフ理論の起源となる概念が生まれた。

### 微分幾何学の黎明

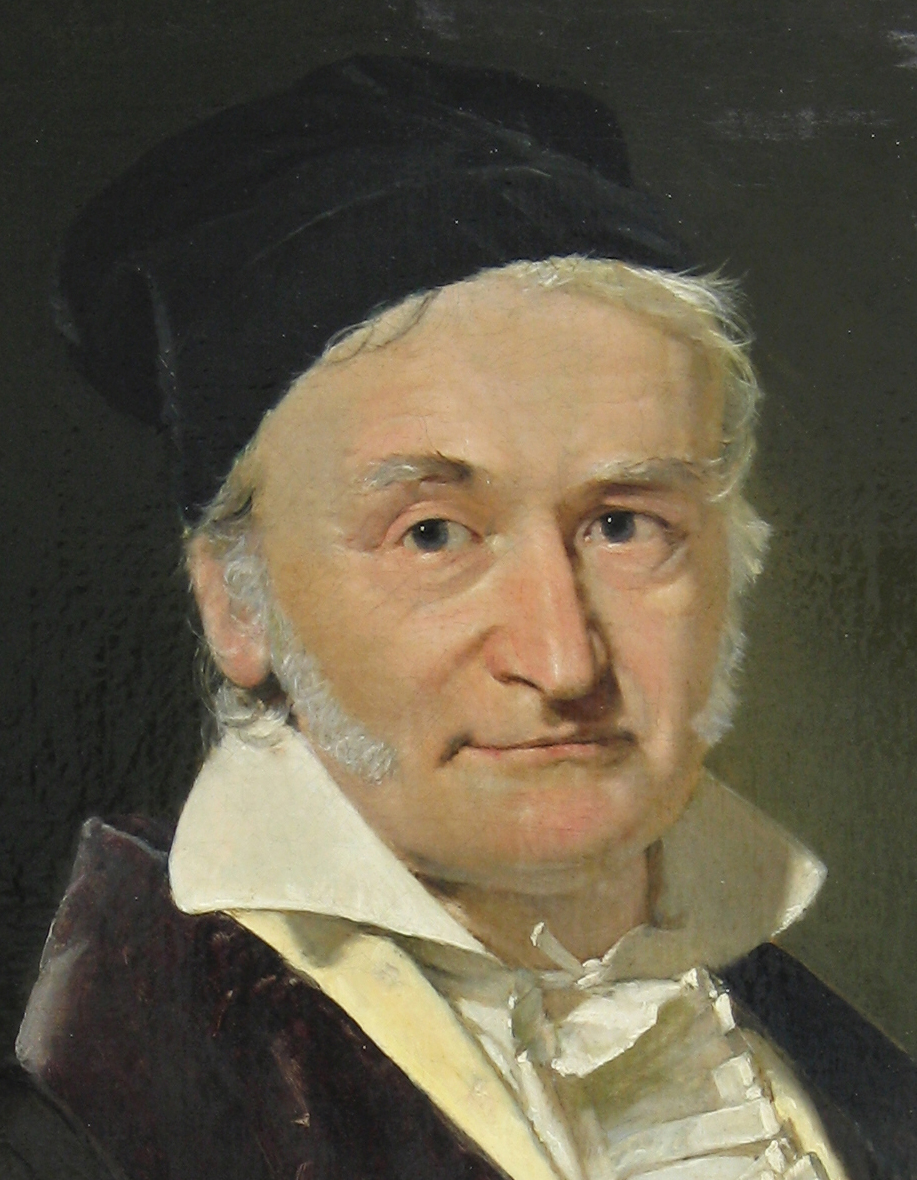
ガウスも当時の数学関連分野全般に業績があるが、幾何学においては微分幾何学や非ユークリッド幾何学の初歩概念等に業績がある。とはいえ非ユークリッド幾何学については論争を恐れ公表しなかった。

初歩的な微分幾何学では微積分が幾何学へ応用された。

さらに18世紀末には微積分や変分学といった解析学の成果も幾何学へ応用され、ガスパール・モンジュによる曲線と曲面の微分幾何学の開拓が行われた。19世紀初頭にはガウスによって曲面の曲率などが求められ、微分幾何学が本格的に研究された。

### 総合幾何学、射影幾何学

射影幾何学で重要なデザルグの定理に関する図。

このようにデカルトによってその基礎を打ち立てられ、代数的・解析的に取り扱えるという強力な手法を提供した解析幾何学であるが、解析幾何学が幾何学研究において絶対的な方法であったかといえば必ずしもそうではなかった。解析幾何学のように座標を導入せずに、ユークリッド幾何学のように直接図形を研究する手法も解析幾何学ほどはメジャーではなかったが行われていた。このような手法を総合幾何学(synthetic geometry) 、あるいは純粋幾何学(pure geometry)という。
純粋幾何学における新概念は、遠近法を発端として17世紀にジラール・デザルグとブレーズ・パスカルらによって始められた射影幾何学が挙げられる。18世紀にはモンジュ（図法幾何学で有名である）とポンスレらにより、射影幾何学は更に研究され、19世紀に入ってもシュタイナーは総合幾何学を重視している。20世紀に入っても総合幾何学を重視した者としてコクセターが挙げられる。ほかにも、ラングレーの問題などは20世紀に入ってから出された問題である。

### 非ユークリッド幾何学

角αと角βの和が180度より小さければ、点線の方向に線を延長していくと二つの直線はいつか必ず交わるというのが平行線公理。
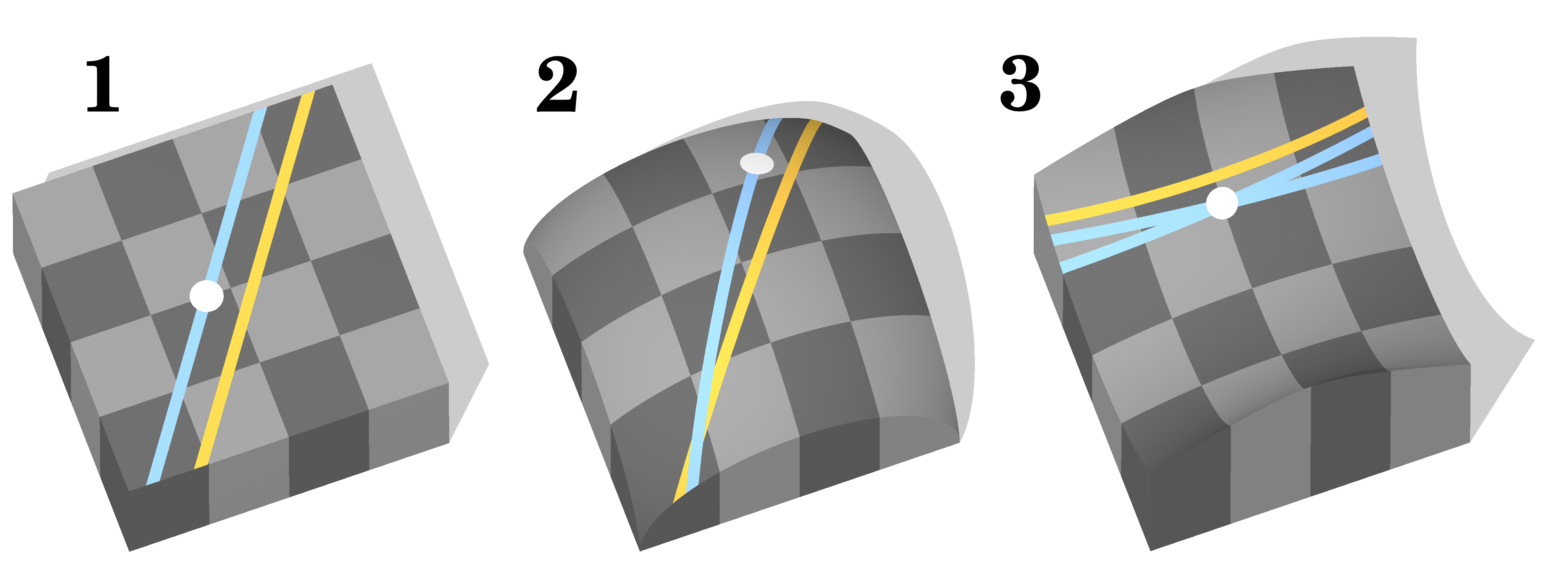
ところが非ユークリッド幾何学では空間が曲がっているからそれは成り立たない。

長らく原論の平行線公準は幾何学において問題となったが、この公理を他の公理から導出しようとする試みは全て頓挫した。もし平行線公理が公理でなければ、ほかの公理系から導出できるはずだと試みられて失敗したわけである。19世紀に入ってようやく、他の公理はそのままに平行線公理のみをその否定命題に置換してもユークリッド幾何学に似た幾何学が成立することがボーヤイ・ヤーノシュ、ニコライ・ロバチェフスキーらによって示され、非ユークリッド幾何学が誕生した。
非ユークリッド幾何学の無矛盾性はユークリッド幾何学の無矛盾性に依存し、後者が無矛盾であれば前者も無矛盾であるとされ、両者の差異は単なる計量テンソルの違いに過ぎないことが明らかにされた。

### 幾何学基礎論

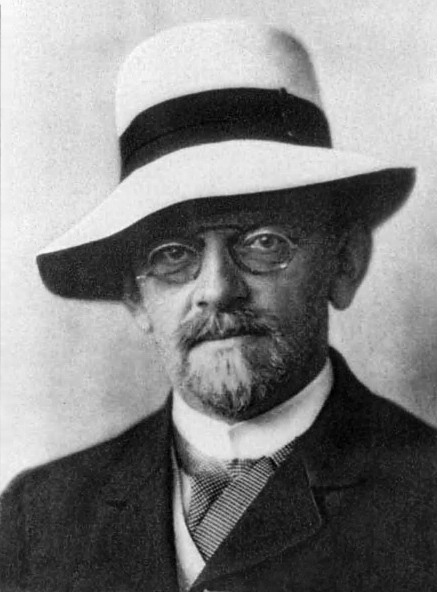
幾何学基礎論を研究したヒルベルト。これ以外にも広い業績がある。

幾何学は人間の図形的直感に基づいて研究されるが、直感のみに基づいて研究するわけにはいかない。そのためあいまいな直感ではなく明確に言葉や定義によって言い表された定義や公理に基づいて幾何学を体系化する試みは既にユークリッドによってなされたのだが、現代からみればこれは不完全なものであった。
19世紀に入って、批判的精神や数学そのものの発達によりユークリッド幾何学の公理系が実は論理的に不完全であることが指摘された。平行線公理問題や非ユークリッド幾何学の誕生などもそのような流れの一つとしてあげられるだろう。数学者にとって公理系が論理的に不完全であれば、正しい方法で証明したはずの定理からも矛盾が出てしまうため、これが恐れられ一時期盛んに矛盾しない理想の公理系の探求が行われたわけである。その探求の目的は幾何学を公理系から建設するための無矛盾な公理系の発見とその公理系によって構成される幾何学の構造、更にはそのような複数の公理系間の関係（ユークリッド幾何学と非ユークリッド幾何学との関係のような）であった。
19世紀後半よりその様々な代価案が提出されてきたが、最も決定的であったのが19世紀後半から20世紀初頭にはダフィット・ヒルベルトによって提唱されたものであり、その成果は著書「幾何学の基礎」にまとめられた。

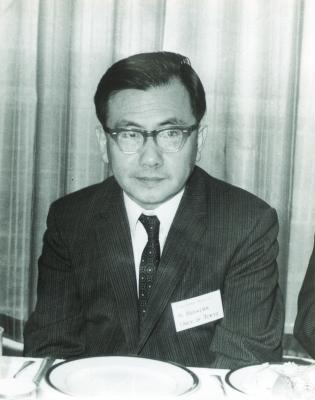
過度に抽象的な幾何学の教育への導入に抵抗し、初等幾何学の復活を唱えた[28]小平邦彦。
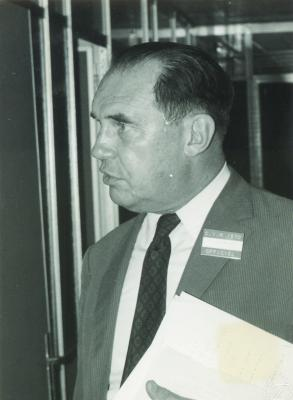
ユークリッドの教育からの追放を提唱したデュドネ。

ヒルベルトは論理的整合性のために感覚から完全に分離された幾何学を唱え、この本では点や線といった専門用語を机や椅子などに置換してすら成立するとまで言われたが、それにしては図が沢山あるため小平邦彦などによって批判された。図すら一切存在しない初等幾何の基礎付けはジャン・デュドネの「線形代数と初等幾何」を待たねばならないだろう。デュドネの本には図すら存在せず、ある意味専門用語ですら無意味であるというヒルベルトの精神を体現しているといえる。
このような限界までの考察によって、公理とは「誰もが認めうる真理」ではなく、「理論を構成するための根本的要請」という考えにシフトしていった。
このような極端に具体例を軽視し形式主義に走る手法は今日の公理主義的数学の先駆けと見ることができる。岡潔や小平邦彦などは極端な抽象化に警鐘を鳴らし、岡などは数学の冬の時代とまで称した。しかし具体例や数学的直感を軽視するのが悪いことではなく、あくまで公理系の無矛盾性が大多数の数学者にとって問題であり、そのため数学の基礎や証明などの根本的部分にその批判が差し向けられたのである。公理系が矛盾していたら正しくはじめたのにおかしな結果が出てくるかもしれないことが問題視され、この方法は幾何学基礎論から発端となったが同時期に問題となった集合論のパラドクスもあいまって、幾何学にとどまらず数学基礎論としてヒルベルトらにより研究が継続されることとなる。

### 高次元幾何学

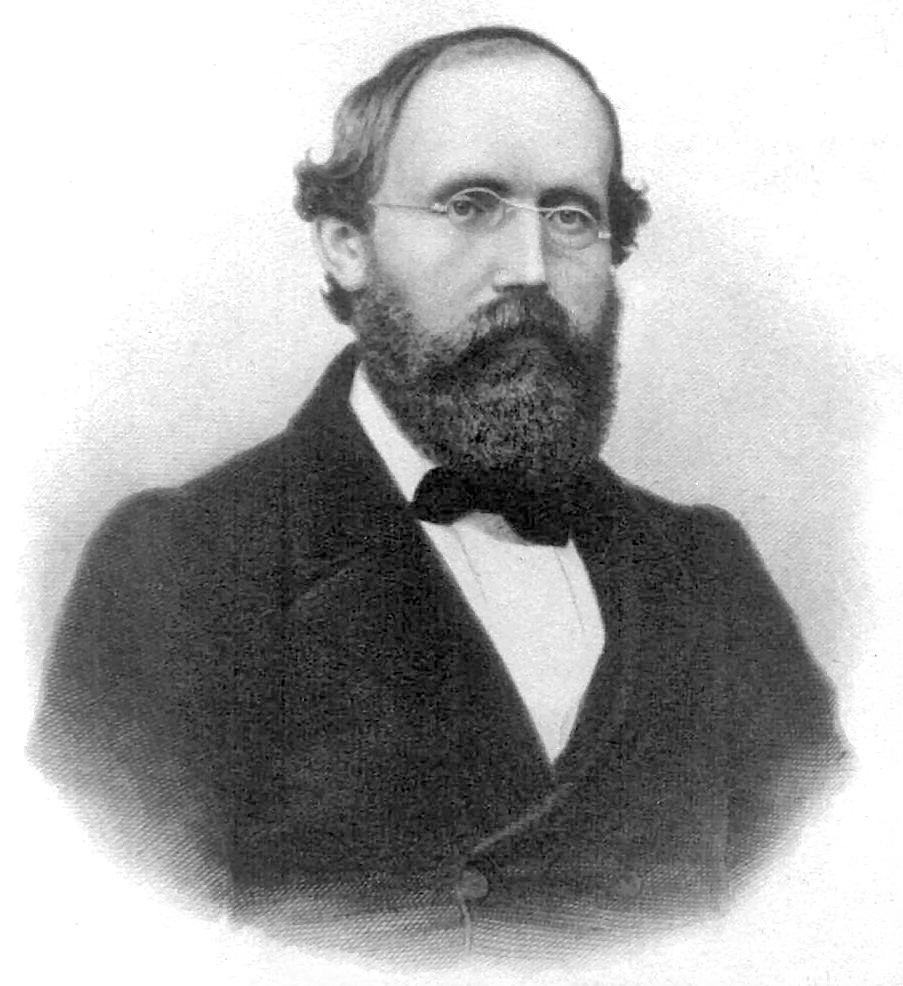
リーマン : 複素解析の幾何学的概念（リーマン球面など）や一般相対論の元になる微分幾何学の基礎を確立。

解析幾何学では三次元ユークリッド空間の幾何学は空間幾何学 (space geometry)、または立体幾何学 (solid geometry) と呼ばれ、二次元ユークリッド空間の幾何学は平面幾何学 (plane geometry) と呼ばれる。これを一般化し、n個の実数の組からn次元空間の点を定義し、それらの任意の二点間の距離空間を定めてn次元ユークリッド空間を構成することができる。同様にn次元空間は非ユークリッド幾何学や射影幾何学についても定めることができる。
これらのような様々な空間の研究は19世紀中頃に本格的に行われ、リーマンはn次元の曲がった空間から多様体の概念を導入し、計量として接ベクトル間の内積で曲率を定義した。このような様々な幾何学はアインシュタインが一般相対性理論の研究を行った際に数学的道具を提供した。より一般的には、P・フィンスラーは接ベクトルのノルムを計量とするフィンスラー空間の概念を提唱した。

### 現代の幾何学

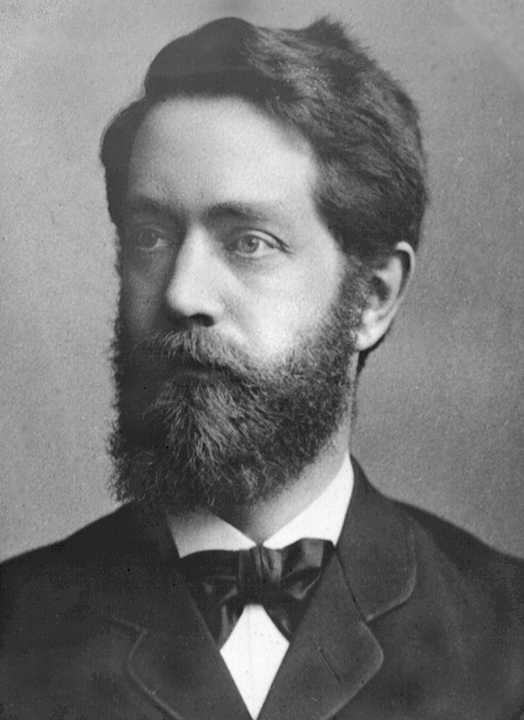
幾何学と群論との関係を見いだしたクライン。

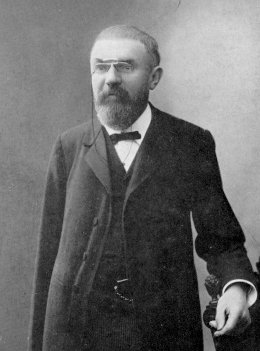
トポロジーの基礎を確立したポアンカレ。

トポロジーにおける連続的変化の一例。

フェリックス・クラインは幾何学に群論を応用することによって、空間Sの変換群Gによって、変換で不変量な性質を研究する幾何学を提唱した。これをエルランゲン・プログラムというが、この手法で運動群がユークリッド幾何学を定めるように、射影幾何学、アフィン幾何学、共形幾何学を統一化することができる。
更に19世紀末にはアンリ・ポアンカレによって、連続的な変化により不変な性質を研究する位相幾何学が開拓された。
代数曲線・曲面や代数多様体が起源である代数幾何学は高度に発達し、日本でもフィールズ賞受賞者も多く盛んに研究されている。
またヘルマン・ミンコフスキーによる凸体の研究は「数の幾何学」（注：数論幾何学とは異なる）の道を開いた。
20世紀前半には多様体は数学的に厳密に定式化され、ヘルマン・ワイル、エリ・カルタンらにより多様体上の幾何学や現代微分幾何学が盛んに研究された。ソフス・リーによって導入されたリー群によって、これらの様々な幾何学を不変にする変換群が与えられたが、カルタンはリー群を応用して接続の概念を導入し接続幾何学を完成させ、これらの幾何学を統一化することに成功した。これはリーマンによる多様体と、クラインによる変換群の考えを統一化したとも理解できる。これは現代では素粒子物理学などの物理学の諸分野でも常識となっている。
また、代数学や解析学の発展もともなって、多様体の代数的構造と位相空間との関係を研究する大域微分幾何学、複素解析と関係する複素多様体論、古典力学の力学系と関連したシンプレクティック幾何学や接続幾何学、測度論と関連して積分幾何学や測度の幾何学的研究である幾何学的測度論の研究などもこのころにはじまった。
20世紀後半になると多様体上の微分可能構造や力学系、微分作用素なども上記の幾何学とも関係しながら研究が進められた。他にも幾何構造をなすモジュライ空間や特異点を含む空間の研究、物理学と関連した研究や四色定理に見られるようにコンピューターを用いた研究も行われた。
凸体の幾何学や組み合わせ幾何学の手法は現代ではオペレーションズ・リサーチなどの応用数理の分野でも用いられている。

### 現代数学と幾何学

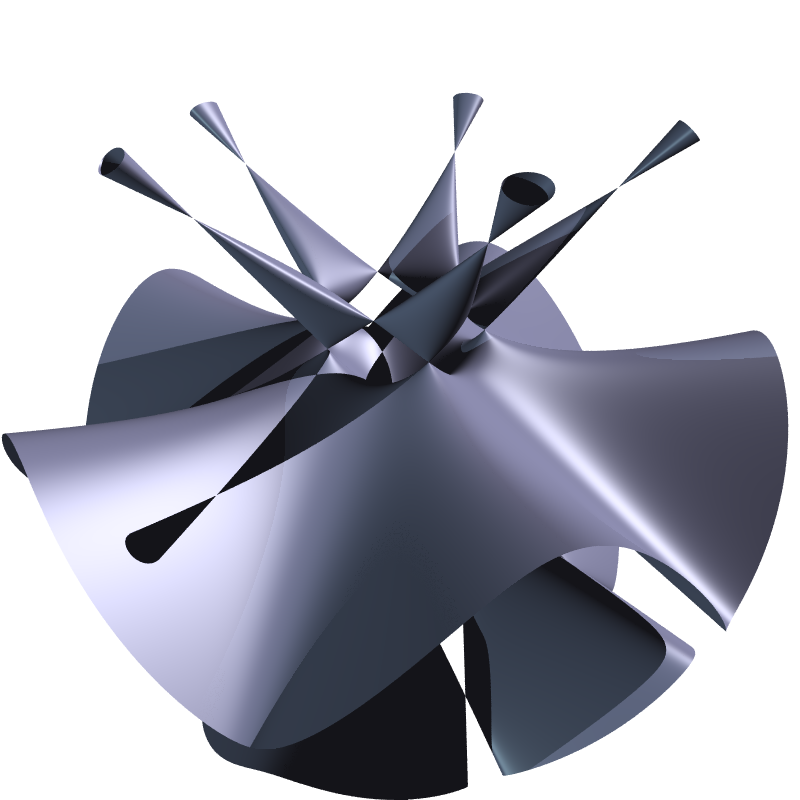
代数幾何学に登場する図。

現代数学では幾何学は代数学や解析学などの数学全般に広範囲に浸透しているため、これらと明確に区別して幾何学とはなにかということを論ずるのは難しいが、しかしながら図形や空間の直感的把握やそのような思考法は先端分野の研究においても重要性を失っていないといえる。

## 下位分野
- 綜合幾何学
  - ユークリッド幾何学
    - 初等幾何学
      - 三角形幾何学（ドイツ語版）

    - 幾何学基礎論

  - 非ユークリッド幾何学
    - 楕円幾何学
      - 球面幾何学

    - 双曲幾何学
- 非アルキメデス幾何学
- 射影幾何学
- アフィン幾何学
- 解析幾何学
- 代数幾何学
  - 数論幾何学
  - ディオファントス幾何学
- 微分幾何学
  - リーマン幾何学
  - シンプレクティック幾何学
- 複素幾何学
- 有限幾何学
- 離散幾何学
  - デジタル幾何学
- 凸幾何学
- 計算幾何学
- フラクタル
- インシデンス幾何学
- 非可換幾何
  - 非可換代数幾何学